# 清朝政府
清朝政府，或称清政府、清廷（穆麟德轉寫：hargašan yamun，内廷衙门），辛亥革命時期亦被革命黨人稱為「滿洲專制政府」，是指中国历史上清朝的統治機構，以皇帝為最高領導人，身兼國家元首、政府首腦、軍事統帥，其範圍亦隨皇帝授權而定。清朝政权始于后金，長達296年，至1912年宣统帝退位後终结，是中國歷史上最後一個帝制政府。最初是仿效明朝建立的君主集权体制，不设宰相，先后由清朝皇帝主导的议政王大臣会议、南书房、军机处掌权。清末新政实施后，仿效西方国家实行君主立宪制，置责任内阁和内阁总理大臣，但因多半為皇族和滿人，遭漢人革命黨推翻。

## 中央政府机构

### 后金时代

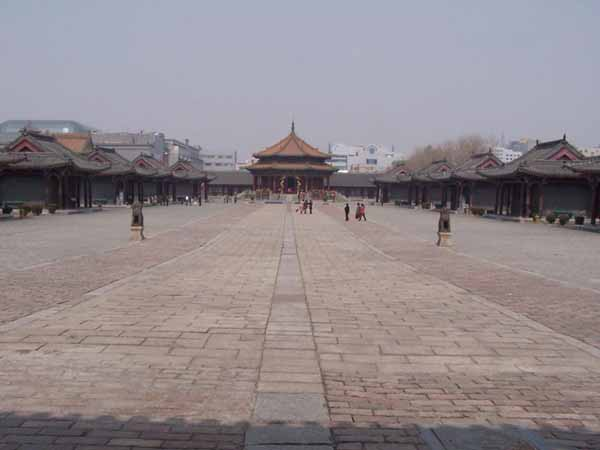
沈阳故宫中的东路建筑，中为大政殿，两侧的十王亭是清初左右翼王和八旗办公的地方

清朝政府最初的行政架构始设于后金皇太极时期，天聪五年（1631年），设六部（吏部、户部、礼部、兵部、刑部、工部）。天聪十年（1636年）设立都察院。崇德二年（1637年）设立議政王大臣會議，这是后金时期和清初重要的决策机构。

### 入关至清中期
順治元年（1644年）清军入关后，国都由盛京城迁至北京城，并增设多个中央行政机构。顺治十五年（1658年）又仿照明朝内阁制度设立内阁，由大学士、协办大学士、学士、侍读学士等组成，负责起草、传达诏令，进呈题疏，代批拟旨等。清朝的内阁名义上居中央辅政机构之首，但没有明朝中后期内阁那样的实权，内阁的最高长官大学士，虽然品极位崇，实际上只是皇帝的私人文書官，負責替皇帝批閱公文、起草御旨。康熙十六年（1677年），在内阁外另设立南书房，使之成为决策中心。雍正十年（1732年），正式定名的办理军机事务处（简称军机处）成为清中后期为皇帝服务的国家决策中心。至此，议政王大臣会议名存实亡，至乾隆晚年始废除。

### 晚清时期
晚清时期，国内外环境剧变。咸豐十一年（1861年），恭親王奕訢設立總理各國事務衙門，以處理與西方列強的交涉問題。清文宗駕崩後，穆宗繼位，東太后鈕祜祿氏（慈安太后）與西太后葉赫那拉氏（慈禧太后）共同聽政，支撐滿清政權。慈安太后死後，慈禧太后獨掌大權，成為晚清的實際統治者。光緒二十六年（1900年）庚子事变后，清朝政府开始推行新政。光緒三十二年（1906年）9月，政府下诏订定新中央官制，改六部为十一部。宣统三年（1911年），清朝政府為因應現代化潮流，派遣欽命大臣出國考察憲政，頒布《欽定憲法大綱》，並成立一个以总理大臣为首的责任内阁。清遜帝溥仪在1912年2月12日下旨退位，但因中華民國臨時政府與清朝政府簽署《清室優待條件》，因此遜帝仍可在北京紫禁城中使用「皇帝」頭銜，並保有“逊清皇室小朝廷”，直至中華民國十三年（1924年）11月5日被迫出宫结束。

## 中央國家機關列表
| 機關名稱                   | 成立時間 （西曆） | 成立時間 （中曆） | 廢除時間 （西曆） | 廢除時間 （中曆） |
| -------------------------- | ----------------- | ----------------- | ----------------- | ----------------- |
| 吏部                       | 1631年            | 天聰五年          | 1911年            | 宣統三年          |
| 戶部                       | 1631年            | 天聰五年          | 1906年            | 光緒三十二年      |
| 禮部                       | 1631年            | 天聰五年          | 1911年            | 宣統三年          |
| 兵部                       | 1631年            | 天聰五年          | 1906年            | 光緒三十二年      |
| 刑部                       | 1631年            | 天聰五年          | 1906年            | 光緒三十二年      |
| 工部                       | 1631年            | 天聰五年          | 1906年            | 光緒三十二年      |
| 外務部                     | 1900年            | 光緒二十六年      |                   |                   |
| 學部                       | 1905年            | 光緒三十一年      |                   |                   |
| 法部                       | 1906年            | 光緒三十二年      | 1912年            | 民國元年          |
| 陸軍部                     | 1906年            | 光緒三十二年      | 1912年            | 民國元年          |
| 海軍部                     | 1910年            | 宣統二年          | 1912年            | 民國元年          |
| 民政部                     | 1906年            | 光緒三十二年      |                   |                   |
| 度支部                     | 1906年            | 光緒三十二年      | 1912年            | 民國元年          |
| 郵傳部                     | 1906年            | 光緒三十二年      |                   |                   |
| 農工商部                   | 1906年            | 光緒三十二年      |                   |                   |
| 內閣                       | 1911年            | 宣統三年          | 1912年            | 民國元年          |
| 都察院                     | 1636年            | 天聰十年          | 1912年            | 民國元年          |
| 理藩院                     | 1639年            | 崇德三年          | 1911年            | 宣統三年          |
| 大理寺                     | 1644年            | 順治元年          |                   |                   |
| 翰林院                     | 1644年            | 順治元年          | 1912年            | 民國元年          |
| 資政院                     | 1907年            | 光緒三十三年      |                   |                   |
| 弼德院                     | 1911年            | 宣統三年          | 1912年            | 民國元年          |
| 軍機處                     | 1729年            | 雍正七年          | 1911年            | 宣統三年          |
| 京城巡防處                 | 1853年            | 咸豐三年          | 1912年            | 民國元年          |
| 會議政務處                 | 1901年            | 光緒二十七年      |                   |                   |
| 北洋督練處                 | 1901年            | 光緒二十七年      |                   |                   |
| 總理練兵處                 | 1903年            | 光緒二十八年      |                   |                   |
| 清理財政處                 | 1903年            | 光緒二十九年      |                   |                   |
| 稅務處                     | 1906年            | 光緒三十二年      |                   |                   |
| 督辦鹽政處                 | 1909年            | 宣統元年          |                   |                   |
| 管理前鋒護軍等營事務大臣處 | 1911年            | 宣統三年          | 1912年            | 民國元年          |
| 京城營務處                 | 1911年            | 宣統三年          | 1912年            | 民國元年          |
| 京城善後協巡總局           | 1901年            | 光緒二十七年      | 1912年            | 民國元年          |
| 禁煙總局                   | 1902年            | 光緒二十八年      | 1912年            | 民國元年          |
| 大清銀行                   | 1908年            | 光緒三十四年      |                   |                   |
| 國子監                     | 1644年            | 順治元年          | 1912年            | 民國元年          |
| 欽天監                     | 1644年            | 順治元年          | 1912年            | 民國元年          |
| 國史館                     | 1765年            | 乾隆三十年        |                   |                   |
| 修訂法律館                 | 1905年            | 光緒三十一年      | 1912年            | 民國元年          |
| 憲政編查館                 | 1907年            | 光緒三十三年      | 1912年            | 民國元年          |
| 京師高等審判廳             | 1907年            | 光緒三十三年      |                   |                   |
| 太僕寺                     | 1644年            | 順治元年          | 1912年            | 民國元年          |
| 太常寺                     | 1644年            | 順治元年          | 1912年            | 民國元年          |
| 光祿寺                     | 1644年            | 順治元年          | 1912年            | 民國元年          |
| 鴻臚寺                     | 1644年            | 順治元年          | 1912年            | 民國元年          |
| 內務府                     | 1644年            | 順治元年          | 1924年            | 民國十三年        |
| 宗人府                     | 1652年            | 順治九年          | 1924年            | 民國十三年        |
| 會考府                     | 1723年            | 雍正元年          | 1912年            | 民國元年          |
| 醇親王府                   | 1864年            | 同治三年          | 1951年            | 民國四十年        |
| 軍谘府                     | 1906年            | 光緒三十二年      | 1912年            | 民國元年          |
| 甯古塔副都統衙門           | 1676年            | 康熙十五年        | 1912年            | 民國元年          |
| 黑龍江將軍衙門             | 1683年            | 康熙二十二年      | 1906年            | 光緒三十二年      |
| 琿春副都統衙門             | 1714年            | 康熙五十三年      | 1912年            | 民國元年          |
| 八旗都統衙門               | 1723年            | 雍正元年          | 1912年            | 民國元年          |
| 阿拉楚克副都統衙門         | 1756年            | 乾隆二十一年      | 1912年            | 民國元年          |
| 總理各國事務衙門           | 1861年            | 咸豐十一年        | 1900年            | 光緒二十六年      |
| 步軍統領衙門               | 1901年            | 光緒二十七年      | 1912年            | 民國元年          |
| 近畿陸軍各鎮督練公所       | 1906年            | 光緒三十二年      | 1912年            | 民國元年          |
| 神機營                     | 1861年            | 咸豐十一年        | 1912年            | 民國元年          |
| 健銳營                     |                   |                   | 1912年            | 民國元年          |
| 禁衛軍                     |                   |                   | 1912年            | 民國元年          |